# Dippoldiswalde
Dippoldiswalde là một thị xã ở huyện Sächsische Schweiz-Osterzgebirge, Đức. Đô thị này tọa lạc/có cự ly 23 km về phía đông của Freiberg, và 18 km về phía nam của Dresden.
Thị xã nằm bên tuyến đường sắt Weisseritz, một tuyến đường sắt khổ hẹp chạy bằng đầu máy xe lửa hơi nước.